# Place de la Gare (Colmar)
Pour les articles homonymes, voir Place de la Gare.
La place de la gare, est un lieu public de la ville de Colmar, en France.

## Situation et accès
Cette place publique est située dans le quartier sud.
On y accède par les avenues Raymond-Poincaré, de la République et la route de Rouffach.
Bus de la TRACE, lignes    1     3     4     5     7     8    20   21   22   23   24   25   26 , arrêt gare.

## Origine du nom
La place doit son nom à la gare de voyageurs qui y est présente.

## Bâtiments remarquables et lieux de mémoire
Sur cette place se trouve un édifice remarquable.

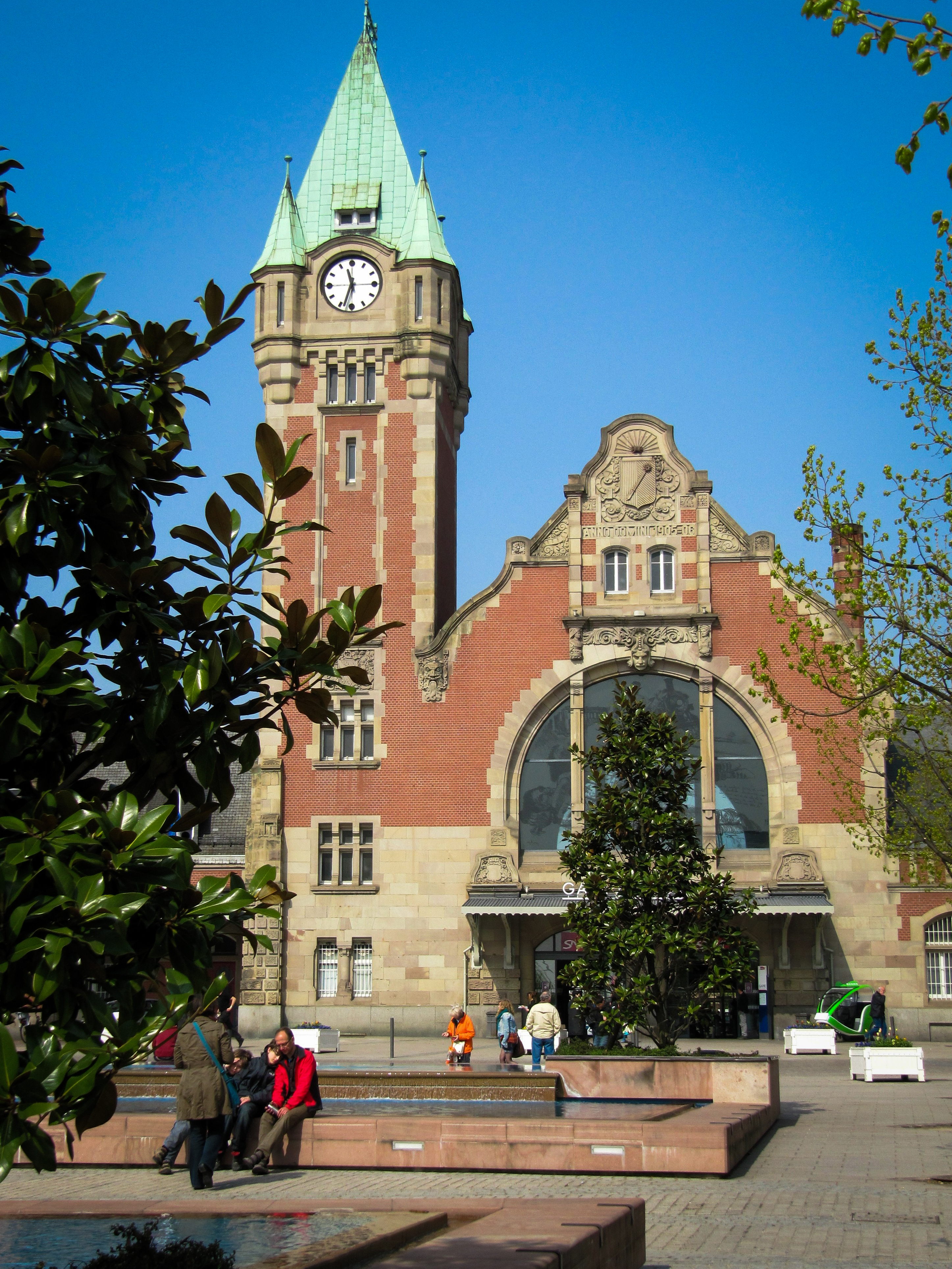
Gare centrale (1905) au no 9 Inscrit MH (1984)